# سوء الدوران المعوي

الأمعاء الدقيقة والغليظة في الشخص الطبيعي

سوء الدوران المعوي هو عيب خلقي يتميز بخلل في دوران المعي المتوسط في الجنين (دوران الأمعاء أمر طبيعي في الأجنة؛ حيث يخرج المعي الأمامي والمتوسط والخلفي من تجويف البطن ويدور 270 درجة في عكس اتجاه عقارب الساعة حول الشريان المساريقي العلوي ثم تعود إلى البطن ثانيةً)؛ وينتج عنه الآتي:
- الأمعاء الدقيقة تكون في الجانب الأيمن من البطن.
- الأعور يوجد في المنطقة فوق المعدية أو المنطقة فوق الغضروفية بدلاً من مكانه الطبيعي الربع الأيمن السفلي من البطن.
- رباط ترايتس يوجد في الجزء الأسفل من البطن في الناحية اليمنى.
- حزم (لاد) تمر فوق الجزء الثاني من الاثنا عشر مسببة انسداداً معوياً.
- تكون الأمعاء الدقيقة عرضة بنسبة أكبر للانفتال الذي يسبب انسداد الأوعية الدموية المساريقية مسببة نقص تروية الأمعاء.[2]

## الأعراض والعلامات
من أولى العلامات لسوء الدوران المعوي ألم في البطن وشد عضلي فيها؛ بسبب الانسداد المعوي عادة، وعادة ما يسبب نمطاً معيناً من البكاء لدى الأطفال؛ إذ يشرع الطفل في البكاء مع جذب طرفيه السفليين للأعلى ثم يتوقف بشكل مفاجئ ولمدة 10-15 دقيقة ثم يبكي ثانيةً.

### أعراض أخرى
- قيء أخضر أو أصفر (بسبب الصفراء)
- بطن منتفخة مشدودة
- شحوب
- فقدان الشهية
- قلة أو انقطاع البول بسبب فقدان السوائل
- قلة حركة الأمعاء
- بول دموي
- ارتفاع درجة الحرارة
- خمول[3]

## السبب
غير معروف، وهو عيب غير مرتبط بجين محدد، لكن هناك بعض الأدلة على تكرارها في عائلات بعينها.

## الانتشار
في الولايات المتحدة الأمريكية تحدث في واحد من كل 200 إلى 500 ولادة حية، ومعظم المصابين لا يعانون من أية أعراض؛ إذ تظهر الأعراض في واحد من كل 6000 مصاب، وقد تظهر الأعراض ويتم التشخيص في أية سن، وقد تشخص الحالة قبل الولادة.
30-62% من الحالات تعاني من عيوب خلقية أخرى.

## التشخيص

### الأشعة السينية
قد تظهر الآتي:
- علامات الصائم في الجزء الأيمن من البطن.
- غياب البراز في القولون في المربع السفلي الأيمن من البطن.

### حُقن الباريوم
يتم حَقن الباريوم في الأمعاء عن طريق الشرج، ثم تصويرها بالأشعة السينية.

### التصوير بالموجات فوق الصوتية
تُظهر تغيراً في موضع الشريان المساريقي العلوي والسفلي، فيكون العلوي في الجهة اليمنى للأمعاء، بينما السفلي في الجهة اليسرى.

### الأشعة المقطعية
تظهر تغير موضع كل من الشريان المساريقي العلوي والسفلي، كما تظهر الأمعاء الدقيقة جهة اليمين، والأمعاء الغليظة جهة اليسار.

### تنظير تألقي
يظهر حياد موضع اتصال الاثنا عشر بالصائم عن الموضع الطبيعي.

## العلاج
يعد سوء دوران الأمعاء حالة طارئة تعالج جراحياً بعد إمداد الطفل بالسوائل عبر الوريد للوقاية من الجفاف، وإعطائه مضادات حيوية، وفي الجراحة يتم الآتي:
- تصحيح عدم الدوران (عن طريق عمل دوران في عكس اتجاه عقارب الساعة).
- قطع الحزم الليفية على الاثنا عشر.
- توسيع عنق المساريقا عن طريق فصل الاثنا عشر والأعور.

كما يتم إزالة الزائدة الدودية كإجراء وقائي أثناء الجراحة.
وبعد إجراء لاد الذي نشره الطبيب ويليام لاد عام 1936م حجر الأساس في علاج سوء الدوران المعوي.

## توقع سير المرض
بعد الجراحة وعلاج المشكلة تنمو أغلب الأطفال بشكل طبيعي، والانفتال الذي يتم علاجه قبل أن يُحدث ضرراً بالأمعاء لا يسبب مضاعفات على المدى الطويل.